# Lasiosphaeriaceae
Lasiosphaeriaceae (Nannf. 1932) – rodzina grzybów z rzędu Sordariales (Sordariales).

## Systematyka
Pozycja w klasyfikacji według Index Fungorum
Lasiosphaeriaceae, Sordariales, Sordariomycetidae, Sordariomycetes, Pezizomycotina, Ascomycota, Fungi.
Rodzaje
Według aktualizowanej klasyfikacji Index Fungorum bazującej na Dictionary of the Fungi do rodziny tej należy 39 rodzajów:

- Angulimaya Subram. & Lodha 1964
- Anopodium N. Lundq. 1964
- Arniella Jeng & J.C. Krug 1977
- Arnium Nitschke ex G. Winter 1873
- Bagadiella Cheew. & Crous 2009
- Bellojisia Réblová 2008
- Bizzozeria Sacc. & Berl. 1885
- Bombardioidea C. Moreau ex N. Lundq. 1972
- Corylomyces Stchigel, M. Calduch & Guarro 2006
- Lasiosphaeria Ces. & De Not. 1863
- Mammaria Ces. ex Rabenh. 1854
- Schizothecium Corda 1838
- Strattonia Cif. 1954
- Thaxteria Sacc. 1891
- Zopfiella G. Winter 1884[2]

Nazwy naukowe na podstawie Index Fungorum.